# The 1975
The 1975는 영국 체셔주 윔슬러 출신의 4인조 록 밴드이다. 현재는 맨체스터를 기점으로 활동하고 있다. 리드 보컬리스트, 프로듀서, 작사가이자 리듬 기타리스트인 매튜 힐리, 리드 기타리스트 애덤 한, 베이시스트 로스 맥도널드, 드러머 겸 프로듀서인 조지 대니얼로 이루어져 있다.
그들은 4장의 EP 앨범 Facedown, Sex, Music for Cars, IV를 발매했다. 데뷔앨범 The 1975은 2013년 9월 2일에 더티 히트와 폴리도르 레코드를 통해 발매되었다. 데뷔 앨범은 2013년 9월 8일에 나인 인치 네일스의 컴백 앨범보다 빨리 UK 앨범 차트 1위에 올랐다.
2016년에 발매한 두 번째 정규 음반 “I Like It When You Sleep, for You Are So Beautiful Yet So Unaware of It”을 발매하며 마국, 영국, 캐나다, 호주와 뉴질랜드의 음반 차트에서 1위를 차지하였다. 이후 2018년에는 “A Brief Inquiry into Online Relationships”을 발매하며 평단으로부터 극찬을 받았으며, 영국에서 1위를 차지하였다. 2020년에는 “Notes on a Conditional Form”을 발매하고, 영국 음반 차트에서 4번째 1위를 달성하였다.
The 1975는 팝 록, 신스팝, 리듬 앤 블루스, 펑크 록, 일렉트로팝, UK 개러지나 투스텝, 앰비언트와 같은 뉴 웨이브 전자 음악과 슈게이징, 포스트펑크, 포스트 록과 같은 록 음악에 재즈, 솔, 가스펠 등의 요소가 가미된 음악 등 폭넓은 장르 소화력으로 극찬을 받고 있다.
한국에서 라이브 도중 떼창으로 유명한 한국팬들에게 "너네는 조용하다고 들었는데 지금 너희들은 조용하지 않네." 라고 디스하였을 뿐만 아니라 한국의 국기를 부츠신은채 밟은 사진을 sns에 올려 한국민들이 컴플레인하자 욕설로 대응하였다.

## 음악 스타일
The 1975는 보통 팝 록 밴드로 분류된다. 매튜 힐리는 토킹 헤즈, 마이 블러디 밸런타인, 라이드, 마이클 잭슨 등에게 영향을 받았다고 말한다. 모든 작품으로 폭을 넓히면 영화 감독 존 휴스에게 가장 많은 영향을 받았다고 밝혔다. 첫 번째 음반에서는 일렉트로팝, 펑크 록, 인디 팝, 인디 록, 팝, 팝 록과 록 등의 장르가 사용되었다. 두 번째 음반에서 힐리는 디앤절로, 로버타 플랙, 보즈 오브 캐나다, 시규어 로스를 영감을 받은 존재라고 밝혔다. 장르로는 인디 록과 팝이 주 장르인 것으로 분류되고 있다.
힐리는 많은 인터뷰에서 아프리카계 미국인의 음악에 깊게 영향을 받았다고 밝혔다.

## 밴드 멤버
- 매튜 힐리(Matthew Healy)- 보컬, 기타 (2002년-현재)
- 아담 한(Adam Hann)- 기타 (2002년-현재)
- 조지 다니엘(George Daniel)- 드럼 (2002년-현재)
- 로스 맥도날드(Ross MacDonald)- 베이스 기타 (2002년-현재)

세션과 투어 멤버
- 존 와프 - 색소폰, 키보드 (2013년 ~ 현재)
- 제이미 스콰이어 - 키보드, 리듬 기타, 백 보컬 (2015년 ~ 현재)
- 타이틀린 자이 - 백 보컬, 댄서 (2018년 ~ 현재)
- 카일리 자이 - 백 보컬, 댄서 (2018년 ~ 현재)

## 디스코그라피

### 정규 앨범
- 《The 1975》(2013)
- 《I Like It When You Sleep, for You Are So Beautiful Yet So Unaware of It》(2016)
- 《A Brief Inquiry into Online Relationships》(2018)
- 《Notes on a Conditional Form》(2020)
- 《Being Funny in a Foreign Language》 (2022)

### EP 앨범
- 《Facedown》(2012)
- 《Sex》(2012)
- 《Music for Cars》(2013)
- 《IV》(2013)
- 《What a Shame》(2018)

### 라이브 앨범
- 《DH00278》(2017)

### 싱글
- ‘Chocolate’(2013)
- ‘The City’(2013)
- ‘Sex’(앨범 버전) (2013)
- ‘Girls’(2013)
- ‘Settle Down’(2014)
- ‘Robbers’(2014)
- ‘Heart Out’(2014)
- ‘Medicine’(2014)
- ‘Love Me’(2015)
- ‘UGH!’(2015)
- ‘The Sound’(2016)
- ‘A Change Of Heart’(2016)
- ‘Somebody Else’(2016)
- ‘She's American’(2016)
- ‘Loving Someone’(2017)
- ‘By Your Side’(2017)
- ‘Give Yourself A Try’(2018)
- ‘Love It If We Made It’(2018)
- ‘TooTimeTooTimeTooTime’(2018)
- ‘Sincerity Is Scary’(2018)
- ‘It's Not Living (If It's Not With You)’(2018)
- ‘People’ (2019)
- ‘Frail State of Mind’ (2019)
- ‘Me & You Together Song’ (2020)
- ‘The Birthday Party’ (2020)
- ‘Jesus Christ 2005 God Bless America’ (2020)
- ‘If You're Too Shy (Let Me Know)’ (2020)
- ‘Guys’ (2020)
- Spinning (with CharliXCX & The 1975) (2021)
- Spinning (A. G. Cook Remixes) (20201)